# Talicyprideinae
De Talicyprideinae zijn een onderfamilie van uitgestorven kreeftachtigen uit de klasse van de Ostracoda (mosselkreeftjes).

## Geslachten
- Altanicypris Szczechura 1978
- Talicypridea Khand 1977